# 오, 라모나!
《오, 라모나!》(Oh, Ramona!)는 2019년 2월 14일 루마니아에서 개봉, 6월 1일 넷플릭스에서 방영되었다.

## 출연
주연
- 애기 쿠코카 - 라모나 역
- 보그단 이안추 - 안드레이 역
- 아디나 스텟추 - 랄루카 역
- 바실 아이덴벤즈 - 알린 역

조연
- 안드로메다 고드프리 - 알프레드 역